# Эрменред
Эрменред (англ. Eormenred; умер в 640 или ранее 664) — возможно, король Кента в 640 году из Кентской династии.

## Биография
Эрменред, вероятно, старший сын Эдбальда, согласно некоторым источникам, сменил отца на престоле Кента в 640 году, но в том же году был свергнут своим братом Эрконбертом. Предполагается, что после этого он жил ещё некоторое время, возможно, являясь соправителем своего брата. Дата смерти Эрменреда неизвестна, но это произошло ещё до кончины короля Эрконберта.
Сыновья Эрменреда, Этельберт и Этельред Истрийские, позднее убитые по приказу короля Эгберта I, были причислены к лику святых.